# AeroVironment RQ-11 Raven
L'AeroVironment RQ-11 Raven è un drone sviluppato dalle United States Armed Forces adottato dalle forze militari di vari paesi nel mondo.
Il sistema RAVEN è un aereo a pilotaggio remoto della classe MICRO a decollo manuale con propulsione ad elica spingente collegata ad un motore elettrico, alimentato da un pacco batteria a litio. Il RAVEN è impiegato principalmente per la ricognizione e sorveglianza del campo di battaglia. Riesce a fornire "near real time video" e "snapshot" oltre che a fornire dei " digital data links".
Il sistema permette di eseguire agli operatori militari altamente specializzati di ricognire itinerari, aree, effettuare sorveglianze specifiche ed estese nel tempo, ricercare e scoprire obiettivi, effettuare "battle damage assessments".

## Utilizzatori

### Governativi
Stati Uniti
- United States Department of State

5 RQ-11B in servizio al marzo 2019.

### Militari
Arabia Saudita
 Australia
 Belgio
 Bulgaria
 Canada
 Colombia
 Rep. Ceca
 Danimarca
- Esercito Reale danese

12 RQ-11B acquistati nel 2007.
 Estonia
 Italia

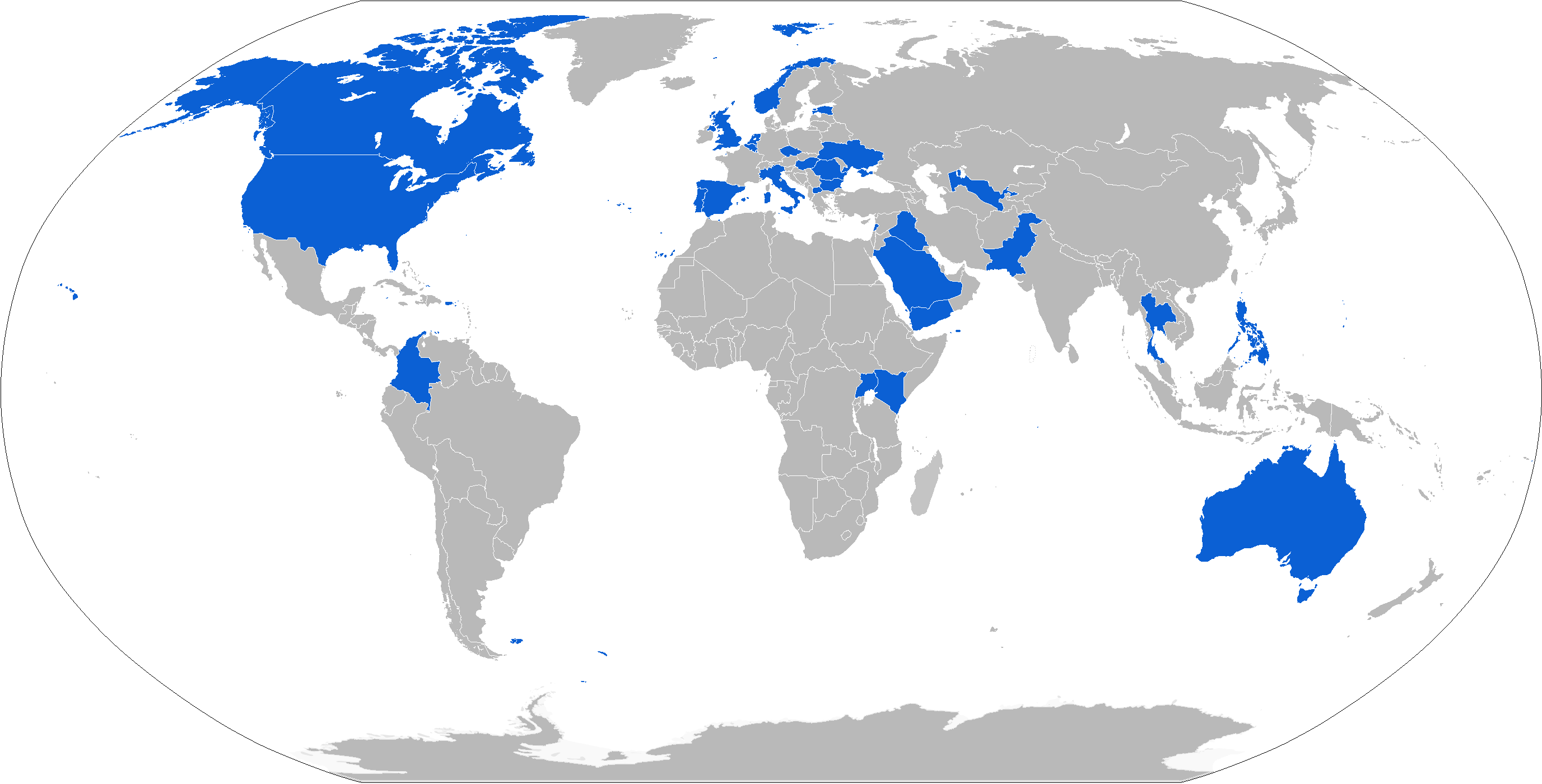
In blu gli utilizzatori militari degli AeroVironment RQ-11 Raven

- Esercito Italiano,  in servizio presso il 41º Reggimento IMINT "Cordenons"

 Kenya
- Kenya Army

8 RQ-11 acquisiti nel 2012.
 Libano
 Lituania
 Lussemburgo
 Macedonia del Nord
 Paesi Bassi
 Norvegia
 Pakistan
 Filippine
 Portogallo
 Regno Unito
 Romania
 Spagna
 Thailandia
 Uganda
 Ungheria
 Iraq
 Stati Uniti
 Ucraina
- Esercito ucraino

72 RQ-11B consegnati a partire dall'agosto 2016.
 Uzbekistan
- Esercito dell'Uzbekistan

4 RQ-11B consegnati e tutti in servizio all'aprile 2019.
 Yemen